# MVRDV

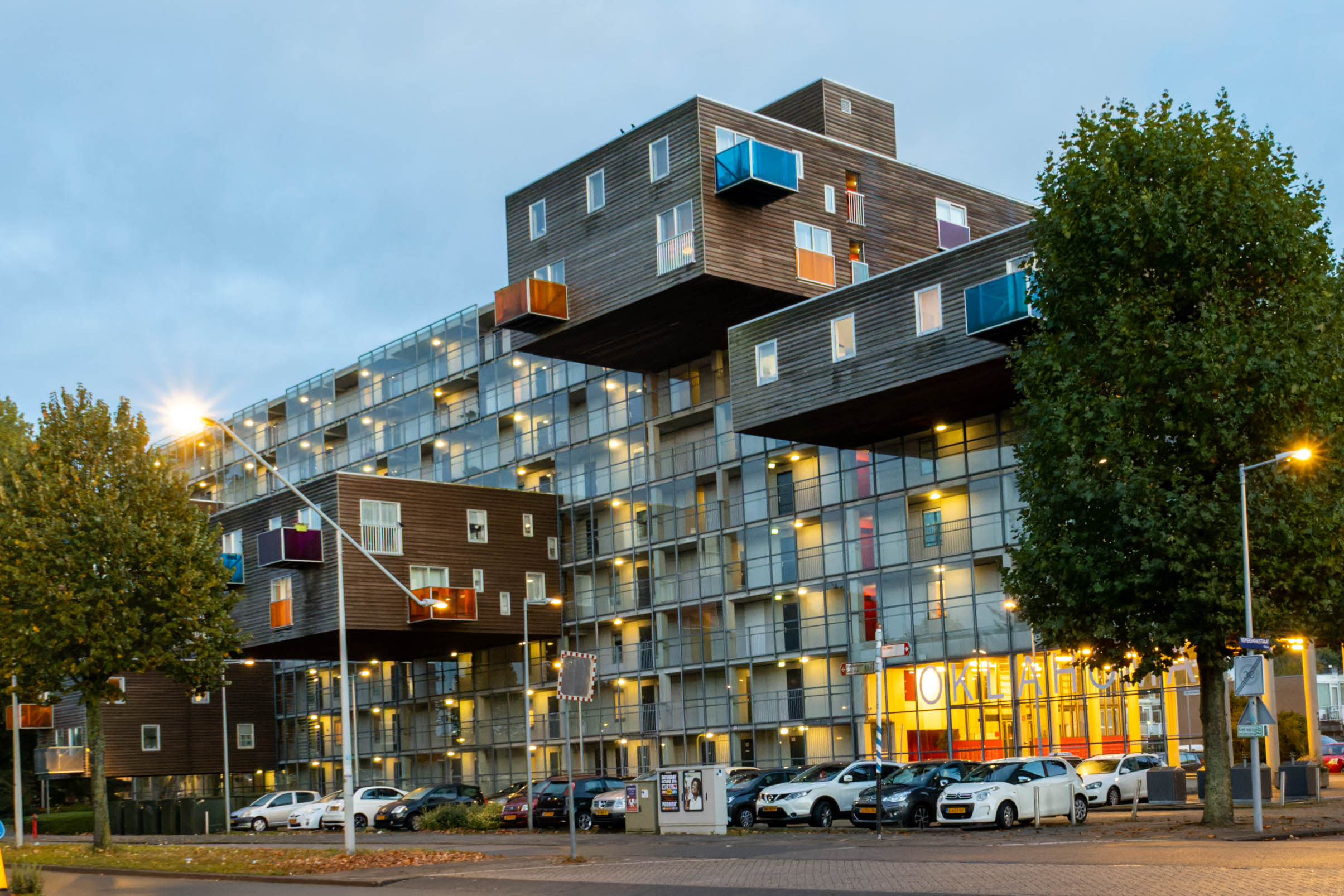
De WOZOCO's in Amsterdam-Osdorp

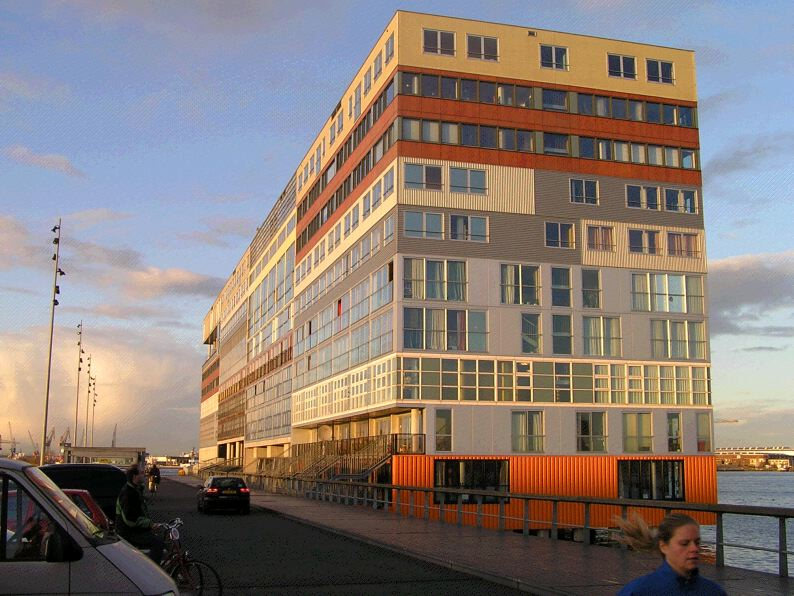
Woningen aan de Silodam, Amsterdam

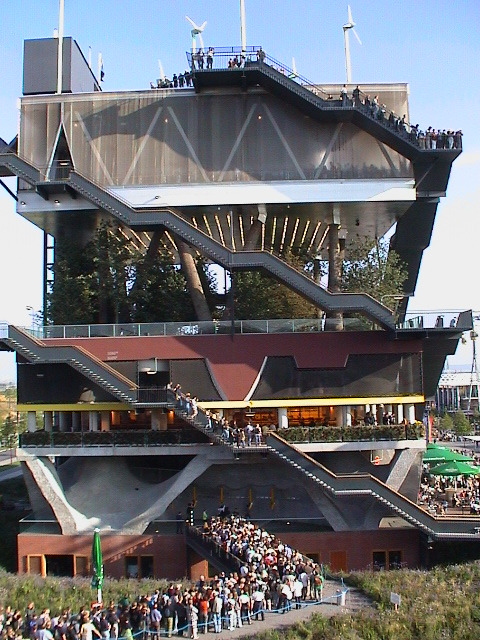
Expo 2000 Hannover

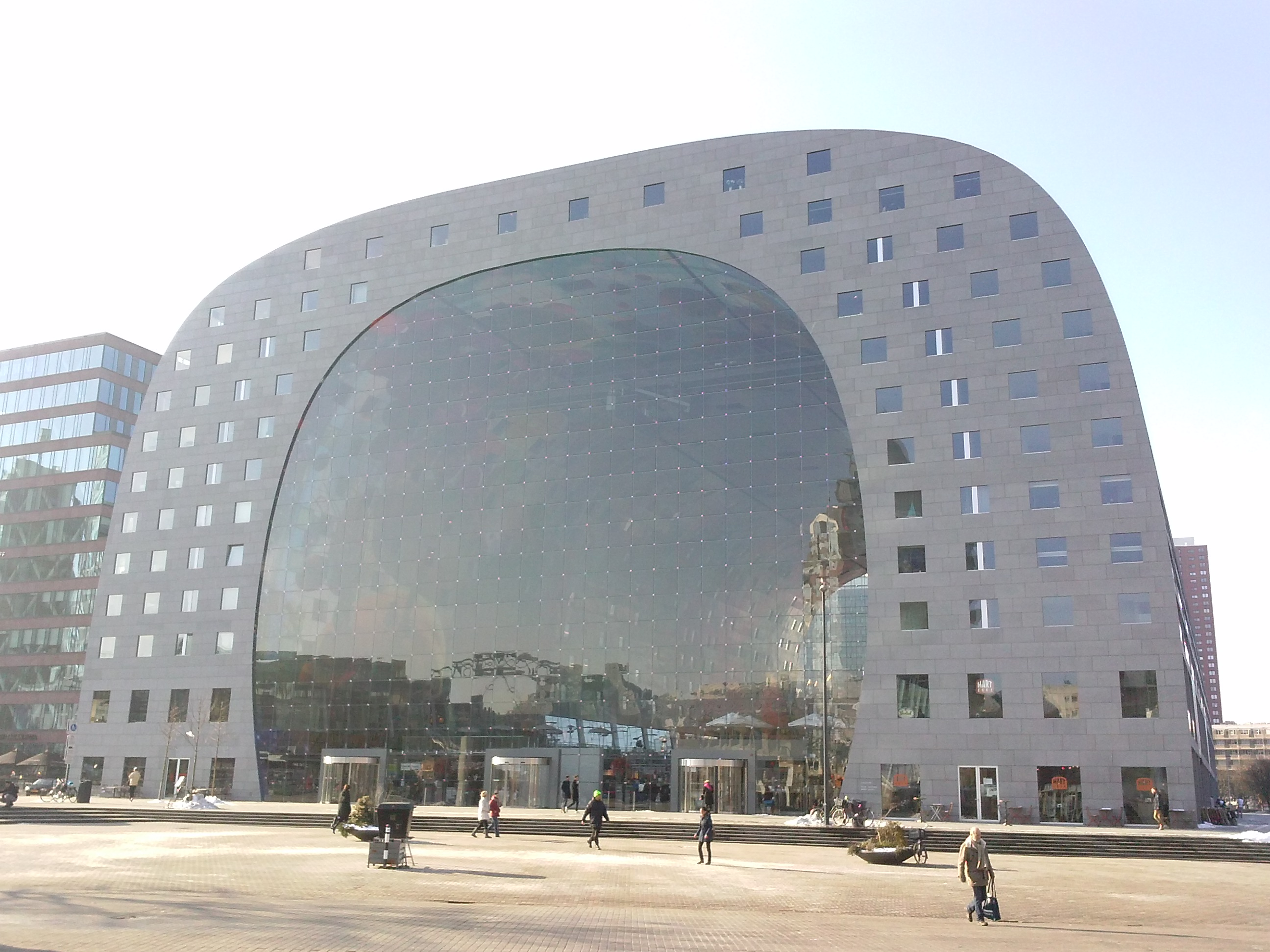
De Markthal te Rotterdam

MVRDV is een Nederlands architectenbureau, opgericht in 1991 en gevestigd in Rotterdam. MVRDV is een afkorting van de achternamen van architecten Winy Maas, Jacob van Rijs en Nathalie de Vries. Het bureau is bekend om zijn experimentele architectuur en bijdrage aan de vernieuwing van architectuur in Nederland.

## Geschiedenis
Maas, Van Rijs en De Vries studeerden alle drie in 1990 af aan de TU Delft als architect. Winy Maas studeerde ook af in Stedenbouwkunde. Voor de oprichting van MVRDV werkten Maas en Van Rijs onder meer voor het Office for Metropolitan Architecture van Rem Koolhaas.
De samenwerking begon in 1990 met de deelname aan de ontwerpprijsvraag Europan 2, een Europese prijsvraag op het gebied van architectuur en stedenbouwkunde. Hun inzending 'Berlin Voids' won en ze besloten samen te blijven werken met de oprichting van het bureau MVRDV. Naast het ontwerpen richtte dit bureau zich op onderzoek naar stedelijkheid en landschapsarchitectuur, waarover ook regelmatig werd gepubliceerd. Het bureau groeide met de jaren en kreeg meer dan honderd medewerkers.
MVRDV kreeg bekendheid door een aantal bijzondere projecten. Zo ontwierpen ze in 1993 'Villa VPRO' op het Media Park in Hilversum, die sinds 1997 de dertien villa's waarin de omroep tot dan toe was gevestigd, verving. Een ander opmerkelijk ontwerp waren de 100 zogenaamde 'wozoco's' (woon-zorgcomplex) in Amsterdam-Osdorp, die eveneens in 1997 werden opgeleverd. Apart aan deze flat van negen verdiepingen is het feit dat er woonblokken tot elf meter naar buiten steken (en dus boven het trottoir hangen). Ook opvallend zijn de fel gekleurde, doorzichtige balkons. Voor dit gebouw kreeg MVRDV in 1997 de Merkelbachprijs, een driejaarlijkse prijs voor bouwwerken in Amsterdam.
In 2001 kwam een controversieel ontwerp tot stand op Weesperzijde 79D, Amsterdam. In Amsterdam is ook hun 'Silodam', gerealiseerd in 2002 aan de zuidelijke IJ-oever, bekend. Door variatie in de gevelbekleding doet het woongebouw denken aan een volgeladen containerschip. Aan de rand van Madrid realiseerden ze in 2004 Mirador, een blok van 165 appartementen. De woontoren reserveert open ruimte door de klassieke Spaanse patio in een horizontale positie te kantelen. Zo ontstond een gigantisch venster op een hoogte van 40 meter, met uitzicht op het Guadarramagebergte.
Een realisatie uit 2007 is Didden village, een toevoeging op het dak van een voormalig confectieatelier in Rotterdam. Drie slaapkamers werden ondergebracht in opvallende aparte huisjes, een surrealistische ministad als uitbreiding van de skyline. De huisjes kregen een coating van knalblauwe polyurethaan. Het stadsleven krijgt hier een verlengstuk in rooftop life, een dakbestaan hoog boven het Rotterdamse straatgewoel.

Het stedenbouwkundig ontwerp van de Leidse woonwijk Nieuw Leyden werd van 2005 tot 2007 door MVRDV ontwikkeld. Een project dat 16 hectare met 670 woonhuizen beslaat.
In 2014 werd in Rotterdam de Markthal opgeleverd, ontworpen door MVRDV.

## Herkenbare stijl
Opvallende, terugkerende elementen in het werk van MVRDV zijn de gebruikmaking van stapeling waardoor grote strakke blokken ontstaan, bijzondere combinaties van materialen, 'gevouwen' vloeren (verdiepingen worden verbonden door schuine vloerdelen) en een woekering met ruimte. Dit sluit aan bij een van hun onderzoeksinteresses. De vraag hoe om te gaan met de toenemende bebouwingsdichtheid van steden staat in hun publicaties vaak centraal. Een en ander vond zijn neerslag in het kilozware boekwerk KM3: Excursions on capacity.

## Internationale bekendheid
Behalve in Nederland bestaat voor MVRDV ook internationaal belangstelling. Ze ontwierpen gebouwen in onder meer Duitsland, Noorwegen, Engeland, Oostenrijk, Frankrijk, de Verenigde Staten, Japan en China.
Naar aanleiding van een ontwerp voor een gebouw in Seoul ("the Cloud") werd MVRDV op 9 december 2011 door Keith Olbermann, een Amerikaanse televisiepresentator uitgeroepen tot "Worst Persons in the World" omdat het ontwerp sterk doet herinneren aan de stofwolken rond de twee torens van het Wereldhandelscentrum tijdens de terroristische aanslag op 11 september. In de Britse media werd er afwijzend gereageerd.

## Publicaties
Van MVRDV:
- 1992 Statics
- 1998 FARMAX: Excursions on density
- 1999 Metacity / Datatown
- 2000 Costa Iberica
- 2005 KM3: Excursions on capacity

Over MVRDV en MVRDV-projecten:
- 1998 Media and architecture - VPRO / Berlage Instituut
- 1999 Holland makes space - V+K publishing
- 1999 MVRDV at VPRO - Actar
- 2003 Reading MVRDV - NAi Publishers
- 2014 Markthal

## Projecten (selectie)
| Naam                            | Locatie     | Jaar | Afbeelding |
| ------------------------------- | ----------- | ---- | ---------- |
| Villa VPRO                      | Hilversum   | 1997 |            |
| WoZoCo's                        | Amsterdam   | 1997 |            |
| Nederlands Paviljoen, Expo 2000 | Hannover    | 2000 |            |
| Silodam                         | Amsterdam   | 2004 |            |
| Mirador                         | Madrid      | 2005 |            |
| Effenaar                        | Eindhoven   | 2005 |            |
| Frøsilo                         | Kopenhagen  | 2005 |            |
| Nieuw Leyden                    | Leiden      | 2007 |            |
| Westerdok                       | Amsterdam   | 2009 |            |
| Celosia                         | Madrid      | 2009 |            |
| DNB House                       | Oslo        | 2012 |            |
| Glazen Boerderij                | Schijndel   | 2013 |            |
| Boekenberg                      | Spijkenisse | 2013 |            |
| Markthal                        | Rotterdam   | 2014 |            |
| Baltyk                          | Poznań      | 2017 |            |
| Depot Boijmans Van Beuningen    | Rotterdam   | 2021 |            |
| Valley                          | Amsterdam   | 2021 |            |